# Don Camilo
El Don Camilo és un cabaret de París fundat per Jean Vergnes és al 6è districte, al barri de Saint-Germain-des-Prés. Cada vespre un sopar-espectacle és amenitzat per imitadors, cantants i humoristes.